# Admiraliteitsrupsvogel
De admiraliteitsrupsvogel (Edolisoma admiralitatis synoniem: Edolisoma remotum admiralitatis) is een zangvogel uit de familie Campephagidae (rupsvogels). 

## Verspreiding en leefgebied
Deze vogel komt voor op de Admiraliteitseilanden in het noordwesten van de Bismarckarchipel. 

## Status
De admiraliteitsrupsvogel komt niet als aparte soort voor op de lijst van het IUCN, maar is daar een ondersoort van de bismarckrupsvogel (E. remotum admiralitatis).